# Megaselia dispariterga
Megaselia dispariterga är en tvåvingeart som beskrevs av Borgmeier 1971. Megaselia dispariterga ingår i släktet Megaselia och familjen puckelflugor.
Artens utbredningsområde är Costa Rica. Inga underarter finns listade i Catalogue of Life.